# 2021年河南商丘武术馆火灾
河南省柘城县“6·25”重大火灾事故是中華人民共和國河南省商丘市柘城县远襄镇北街一家名為震兴搏击俱乐部的武術館於2021年6月25日凌晨3时左右發生的火災，造成18人死亡、4人重伤、12人轻伤。国务院安委会对此事挂牌督办，应急管理部派出调查小组。

## 背景
死傷者多為武术馆內年龄在7至16岁之间的寄宿学生。據悉，武館因電線老化失火，住宿生住在武術館二楼，但夜裡二樓會上鎖，導致發生火災時住宿生無法及時逃離現場。有學生從二樓直接跳下逃生。事發地點震兴搏击俱乐部於2017年8月30日在柘城县市场监管局牛城所设立登记。該俱樂部經常配合商丘電視台、商丘市教育電視台、柘城電視台演出。

## 原因
根据家属提供的《火灾事故认定书》、河南省应急厅发布的调查报告，事故原因系武馆老板的母亲余素芝使用蚊香引燃纸箱、衣物所致。
24日23时43分，余素芝在其住室阁楼下点燃蚊香后，到阁楼上层休息，25日1时58分，余素芝住室东侧卷帘门有烟气向外飘出，3时4分，余素芝被热醒，发现着火并呼救学员救火，期间未拨打报警电话，消防显示的报警时间为3时13分。
报告显示，当地建筑未形成有效的防火隔离，起火房间火灾荷载较大，起火后产生大量高温有烟毒气，迅速蔓延到集体宿舍，武馆逃生通道不符合要求，一层二层仅有一部敞开式楼梯，火灾发生后，二层学员无法从楼梯逃生，二层西侧学员宿舍4个外窗均安装防盗网，无法通过外窗逃生。

## 反应
事發之後，河南省委书记楼阳生和河南省省長王凱等人趕赴火災現場查看。柘城县委书记、县长以及远襄镇党委书记、镇长遭到免职，武术馆经营者陈林等3人被公安机关采取刑事强制措施。

## 争议
事故发生后，由于当局不允许家长见重伤的孩子，部分家长举着条幅“活要见人，死要见尸”来到柘城县政府抗议，一些家长疑似被监控，逼迫签署赔偿协议。
火灾发生前一天，正值美国迈阿密发生的公寓坍塌事故，中国媒体却集中报道美国的楼塌事故，对河南省这次事故只字不提，也没有登上微博热搜，不少网友认为火災發生時恰逢中共建黨一百週年，官方對此次事故有意压制消息，低調處理。

## 问责
2021年12月20日，河南省发布事故调查报告，武馆3名责任人采取刑事措施，并移送检察机关进行公诉；事故涉及的31名公职人员，给予党纪政务处分或组织处理，其中1名被公安机关采取刑事措施，并移送检察机关进行公诉；当地武馆营业执照被吊销，责令当地政府向上一级政府作出深刻检查。
| 姓名   | 政治面貌       | 职位                                                                 | 处分                                   |
| ------ | -------------- | -------------------------------------------------------------------- | -------------------------------------- |
| 邓云武 | 中国共产党党员 | 远襄镇中心学校成职教专干                                             | 留党察看一年、政务撤职处分             |
| 陈忠伟 | 中国共产党党员 | 远襄镇中心学校校长                                                   | 留党察看一年、政务撤职处分             |
| 白建军 | 中国共产党党员 | 柘城县教体局成职教股股长                                             | 撤销党内职务、政务撤职处分             |
| 刘伟   | 中国共产党党员 | 柘城县教体局副局长                                                   | 党内严重警告、政务记大过处分           |
| 王培选 | 中国共产党党员 | 柘城县教体局党委书记、局长                                           | 党内警告、政务记过处分                 |
| 林允芳 | 中国共产党党员 | 商丘市教体局副局长                                                   | 政务警告处分                           |
| 韩涛   | 中国共产党党员 | 商丘市教体局党组书记、局长                                           | 诫勉谈话                               |
| 付德龙 | 中国共青团团员 | 城县公安局远襄派出所民警                                             | 开除公职处分                           |
| 柳天义 | 中国共产党党员 | 远襄派出所所长                                                       | 开除党籍、政务撤职处分                 |
| 陈建伟 | 中国共产党党员 | 柘城县公安局治安大队大队长                                           | 撤销党内职务、政务撤职处分             |
| 陈德伟 | 中国共产党党员 | 柘城县公安局党委委员、副局长                                         | 党内严重警告、政务记大过处分           |
| 张辉   | 中国共产党党员 | 柘城县公安局党委书记、局长                                           | 党内警告、政务记过处分                 |
| 赵友刚 | 中国共产党党员 | 商丘市公安局副局长                                                   | 政务警告处分                           |
| 詹合义 | 中国共产党党员 | 柘城县消防救援大队大队长                                             | 政务记大过处分                         |
| 常铁枪 | 中国共产党党员 | 柘城县消防救援大队政治教导                                           | 政务记过处分                           |
| 胡敬华 | 中国共产党党员 | 商丘市消防救援支队副支队长                                           | 政务警告处分                           |
| 邵光   | 中国共产党党员 | 商丘市消防救援支队支队长                                             | 诫勉谈话                               |
| 刘红权 | 中国共产党党员 | 柘城县牛城市场监督管理所所长（原柘城县工商行政管理局牛城工商所所长） | 党内严重警告、政务记大过处分           |
| 王道阅 | 中国共产党党员 | 柘城县市场监督管理局注册登记股股长                                   | 政务记过处分                           |
| 刘黎光 | 中国共产党党员 | 柘城县市场监督管理局副局长                                           | 政务警告处分                           |
| 张丛林 | 中国共产党党员 | 商丘市市场监督管理局注册登记科主任科员                               | 党内严重警告、政务记大过处分           |
| 陈绍忠 | 中国共产党党员 | 远襄镇北街村党支部书记、村委会主任                                   | 留党察看一年、依法罢免其村委会主任职务 |
| 梁克勤 | 中国共产党党员 | 远襄镇副镇长                                                         | 撤销党内职务、政务撤职处分             |
| 袁济见 | 中国共产党党员 | 远襄镇党委副书记、镇长（2020年4月至2021年6月）                       | 党内严重警告、政务记大过处分           |
| 张军   | 中国共产党党员 | 远襄镇党委书记（2018年9月至2021年5月）                               | 党内警告处分                           |
| 解耀   | 中国共产党党员 | 远襄镇党委书记（2021年5月至2021年6月）                               | 免职、党内警告处分                     |
| 付正   | 中国共产党党员 | 柘城县人民政府副县长                                                 | 政务记大过处分                         |
| 路标   | 中国共产党党员 | 柘城县委副书记、县长（2019年12月至2021年6月）                        | 免职、政务记过处分                     |
| 梁辉   | 中国共产党党员 | 柘城县委书记（2014年3月至2021年6月）                                 | 免职、党内警告处分                     |
| 李建仓 | 中国共产党党员 | 商丘市人民政府副市长、市公安局长                                     | 诫勉谈话                               |
| 岳爱云 | 中国共产党党员 | 民建商丘市委主委，商丘市人民政府副市长                               | 责令检讨                               |